# Первомайск (Хойнинский район)
Первомайск (бел. Першамайск) — упразднённый посёлок в Хойникском районе Гомельской области. Территория присоединена к городу Хойники.

## История
После второго укрупнения БССР с 8 декабря 1926 года Заболотский сельсовет в составе Хойникского района Речицкого округа БССР.
С 9 июня 1927 года в составе Гомельского округа.
После упразднения окружного раздела 26 июля 1930 года в составе Хойникского района БССР.
С 20 февраля 1938 года в составе Полесской области, с 8 января 1954 года — в составе Гомельской области.
16 июля 1954 года к Заболотскому сельсовету присоединена территория упразднённых Корчевского и Небытовского сельсоветов.
16 апреля 1959 года Первомайск (вместе Заболотье и Чирвоная Нива) переданы в административное подчинение Хойникского поселкового Совета, центр сельсовета перенесен в деревню Небытов, сельсовет переименован в Небытовский.
10 апреля 1972 года Первомайск присоединён к городу Хойники.

## Инфраструктура
Сельскохозяйственная артель (колхоз) "Первомайск", пос. Первомайск Хойникского поселкового Совета Хойникского района Полесской области.